# Marathon de New York 2013
Navigation
Édition précédente Édition suivante
Le Marathon de New York de 2013 est la 43e édition du Marathon de New York aux États-Unis qui a eu lieu le dimanche 3 novembre 2013. C'est le sixième et dernier des World Marathon Majors à avoir lieu en 2013. Le Kényan Geoffrey Mutai remporte la course masculine avec un temps de 2 h 8 min 24 s. Sa compatriote Priscah Jeptoo s'impose chez les femmes en 2 h 25 min 7 s.

## Résultats

### Hommes
| Rang | Athlète               | Nationalité    | Temps           |
| ---- | --------------------- | -------------- | --------------- |
|      | Geoffrey Mutai        | Kenya          | 2 h 08 min 24 s |
|      | Tsegaye Kebede        | Éthiopie       | 2 h 09 min 16 s |
|      | Lusapho April         | Afrique du Sud | 2 h 09 min 45 s |
| 4    | Julius Arile          | Kenya          | 2 h 10 min 03 s |
| 5    | Stanley Biwott        | Kenya          | 2 h 10 min 41 s |
| 6    | Masato Imai           | Japon          | 2 h 10 min 45 s |
| 7    | Jackson Kiprop        | Ouganda        | 2 h 10 min 56 s |
| 8    | Peter Cheruiyot Kirui | Kenya          | 2 h 11 min 23 s |
| 9    | Wesley Korir          | Kenya          | 2 h 11 min 34 s |
| 10   | Daniele Meucci        | Italie         | 2 h 12 min 03 s |

### Femmes
| Rang | Athlète              | Nationalité      | Temps           |
| ---- | -------------------- | ---------------- | --------------- |
|      | Priscah Jeptoo       | Kenya            | 2 h 25 min 07 s |
|      | Buzunesh Deba        | Éthiopie         | 2 h 25 min 56 s |
|      | Jeļena Prokopčuka    | Lettonie         | 2 h 27 min 47 s |
| 4    | Christelle Daunay    | France           | 2 h 28 min 14 s |
| 5    | Valeria Straneo      | Italie           | 2 h 28 min 22 s |
| 6    | Kim Smith            | Nouvelle-Zélande | 2 h 28 min 49 s |
| 7    | Sabrina Mockenhaupt  | Allemagne        | 2 h 29 min 10 s |
| 8    | Tigist Tufa          | Éthiopie         | 2 h 29 min 24 s |
| 9    | Edna Kiplagat        | Kenya            | 2 h 30 min 04 s |
| 10   | Diane Nukuri-Johnson | Burundi          | 2 h 30 min 09 s |